# کوبا (نیوکزیکو)
کوبا (به انگلیسی: Cuba) یک روستا در ایالات متحده آمریکا است که در شهرستان سندووال، نیومکزیکو واقع شده‌است. کوبا ۳٫۳ کیلومتر مربع مساحت و ۷۳۱ نفر جمعیت دارد و ۲٬۱۰۵ متر بالاتر از سطح دریا واقع شده‌است.